# Ninkō
Ninkō (仁孝天皇?, Ninkō-tennō; 16 marzo 1800 – 21 febbraio 1846) secondo il tradizionale ordine di successione, è stato il 120º imperatore del Giappone. Il suo regnò iniziò nel 1817 per concludersi nel 1846.

## Genealogia
Prima dell'ascensione al Trono del Crisantemo, il suo nome personale (il cosiddetto imina) era Ayahito-shinnō (恵仁親王).
Ninkō fu il quarto figlio dell'imperatore Kōkaku. Ebbe sette figli e otto figlie da diverse concubine. Di tutta la prole, solamente il futuro imperatore Kōmei e le principesse Sumiko e Chikako arrivarono all'età adulta.

## Biografia
Ninkō venne designato principe della Corona nel 1809, a seguito della sua adozione da parte della moglie principale (chūgū) di suo padre l'imperatore, la principessa imperiale Yoshiko (欣子内親王?), conosciuta anche con il nome di Shinseiwa-in (新清和院?). Ascese al trono nel 1817, subito dopo l'abdicazione di suo padre.
Perseguendo alcuni desideri del suo predecessore, il nuovo imperatore cercò di riportare in auge molti rituali e pratiche perdute all'interno della vita di corte. Un esempio per tutti, da Ninkō in avanti, tutti gli imperatori giapponesi adottarono l'appellativo di tennō.
Durante il suo regno cominciò il lento deterioramento del potere dell'istituto del Bakufu, le cui debolezze si acuirono durante il regno del successore, Kōmei. Il collasso vero e proprio del Bakufu si ebbe però durante il regno del nipote di Ninkō, l'imperatore Mutsuhito.
Tra le innovazioni di Ninkō si può citare soprattutto la fondazione del Gakushūsho (il predecessore del Gakushūin, l'istituto di cultura accademica riservato alla nobiltà di corte, situato appena al di fuori del Palazzo Imperiale).